# 쿠르트 레빈
쿠르트 레빈(Kurt Lewin, 1890년 9월 9일 - 1947년 2월 12일)은 독일계 미국인 심리학자로 사회심리학, 산업조직심리학, 응용심리학 등의 현대 심리학 분야의 선구자이다.
레빈은 집단 역학과 조직 개발과 같은 개념을 도입하여 사회심리학의 개척자로 불린다.

## 생애
쿠르트 레빈은 1890년 9월 9일 폴란드의 모길노에서 태어났다. 쿠르트 레빈이 태어날 무렵 모길노는 프로이센의 영토였다. 그의 아버지는 상점을 운영하고 자신의 농장을 갖고 있는 중류층 유대인이었으며 쿠르트 레빈을 포함하여 네 명의 자녀를 두었다. 1905년 일가는 베를린으로 이사하였다. 1909년 쿠르트 레빈은 프라이부르크 대학교 의예과에 입학하였으나 얼마 지나지 않아 뮌헨 대학교 생물학과로 옮겼다. 그곳에서 레빈은 사회주의 운동과 여성의 권리 신장 운동에 참여하게 되었다.
쿠르트 레빈은 제1차 세계대전 중에는 독일군으로 참전하였으며 전쟁이 끝난 후 카를 슈툼프의 지도로 베를린 대학교에서 박사 학위를 취득하였다. 졸업 이후 막스 베르트하이머, 볼프강 쾰러와 같은 게슈탈트 심리학의 영향을 받아 심리학 연구를 시작하여 프랑크푸르트 학파에 가담하였다. 이 시기의 레빈은 독일 사회 연구회에서 연구하였고, 이 때문에 종종 유대인 마르크스주의자로 평가된다. 1933년 히틀러가 집권하자 학회는 해산되었고 회원들은 영국이나 미국으로 망명하게 되었다. 레빈은 영국으로 건너가 에릭 트리스트와 함께 조직 개발 연구를 진행하였다.
1933년 8월 레빈은 미국으로 이주하였으며 1940년 초 미국 국적을 취득하였다. 미국에서 레빈은 코넬 대학교, 아이오와 대학교, 매사추세츠 공과대학교 등에서 일하였고 1946년 매사추세츠 공과대학교에서 은퇴하였다. 1947년 2월 12일 자택에서 심장마비로 사망하였다.

## 같이 보기
- 감정가
- 벤더-게슈탈트 검사
- 인지주의
- 프리츠 펄스